# کاوزن
کاوزن (به آلمانی: Kausen) یک شهر در آلمان است که در راینلاند-فالتس واقع شده‌است.

## خصوصیات
کاوزن ۸۱۰ نفر جمعیت دارد.